# Дорога в рай (фильм, 1997)
«Дорога в рай» (англ. Paradise Road) — австралийская историческая драма, основанная на реальных событиях.

## Сюжет
События фильма происходят во время Второй мировой войны. Группа женщин из разных стран, говорящих на разных языках, принадлежащих к разным сословиям, попадает в плен японского гарнизона вместе со своими детьми. Отныне их заставляют трудиться, содержат в антисанитарных условиях. Также их разлучают с детьми, которые теперь делают гробы для умерших женщин и хоронят трупы. Со временем некоторые женщины заболевают. Чтобы достать лекарства, одна из женщин обменивает их у местных жителей. На следующее утро её прилюдно сжигают. В другой раз оскорбившая начальника молодая австралийка, связанная двое суток, стоит на солнцепёке на коленях с привязанными под коленями шипами и заостренными палками вокруг.
Для того, чтобы окончательно не пасть духом, женщины решают организовать хор. Несмотря на строгие запреты, им удается расположить к себе надсмотрщика и вскоре они поют уже перед приехавшим посмотреть на это чудо генералом.
В конце войны остается очень мало тех, с кем начинали свой долгий путь в рай оставшиеся женщины. Однажды на поставленный посередине поляны стол взбирается командующий и сообщает, что война окончена, и что он сожалеет о пленении этих женщин.
После войны женщины разъезжаются по свету, но не перестают общаться. Они ежегодно встречались и по-прежнему пели хором, пока не скончалась последняя свидетельница тех событий.